# Aleksy (Hrocha)
Aleksy, imię świeckie Serhij Aleksandrowicz Hrocha (ur. 27 września 1972 w Dniepropetrowsku) – biskup Ukraińskiego Kościoła Prawosławnego Patriarchatu Moskiewskiego.

## Życiorys
Pochodzi z rodziny urzędniczej. Po ukończeniu szkoły medycznej w Dniepropetrowsku uzyskał dyplom felczera. W 1997 ukończył ponadto studia ekonomiczne na Państwowym Uniwersytecie w Dniepropetrowsku. Równoległe uczył się w seminarium duchownym w Odessie, które ukończył w 1994. W 1999 uzyskał dyplom Moskiewskiej Akademii Duchownej. W 2005 ukończył Narodową Akademię Prawniczą w Odessie.
W 1992 wstąpił jako posłusznik do monasteru Zaśnięcia Matki Bożej w Odessie. 20 grudnia tego samego roku złożył wieczyste śluby zakonne przed metropolitą odeskim i izmailskim Agatangelem, przyjmując imię zakonne Aleksy na cześć świętego metropolity kijowskiego i całej Rusi Aleksego. 3 stycznia 1993 został hierodiakonem, zaś 7 stycznia – hieromnichem, przyjmując każdorazowo święcenia z rąk metropolity Agatangela. W tym samym roku otrzymał godność igumena, zaś w 1995 został archimandrytą.
W 1994 został prorektorem seminarium duchownego w Odessie oraz został w nim zatrudniony jako wykładowca Starego i Nowego Testamentu. Od 1999 wykładał w nim również prawo kanoniczne. Od 1997 pełnił funkcję dziekana monasterów eparchii odeskiej. Rok później powierzono mu obowiązki proboszcza parafii Świętych Adriana i Natalii w Odessie. W 1999 został przełożonym monasteru Zaśnięcia Matki Bożej w Odessie.
19 sierpnia 2006 metropolita kijowski i całej Ukrainy Włodzimierz (Sabodan) udzielił mu chirotonii biskupiej, nadając tytuł biskupa białogrodzkiego, wikariusza eparchii odeskiej. W 2012 otrzymał godność arcybiskupa. W tym samym roku został pierwszym ordynariuszem eparchii bałckiej. 17 sierpnia 2018 r. otrzymał godność metropolity.